# 鹿児島市立紫原中学校
鹿児島市立紫原中学校（かごしましりつ むらさきばるちゅうがっこう 英語: Murasakibaru Junior High School）は、鹿児島県鹿児島市紫原六丁目にある市立中学校。
略称『紫中』（ムラチュウ）。

## 概要
紫原の北部に位置する。2019年現在、17学級が設置されている。

## 沿革
- 1979年（昭和54年） - 生徒数の増加により、学区の一部を鹿児島市立西紫原中学校へ分割。

## 通学区域
- 紫原1・2・6・7丁目
- 田上台1〜4丁目
- 南新町
- 田上町
- 唐湊3丁目
- 郡元町
- 宇宿町
- 向陽1・2丁目
- 広木1・2丁目

## 部活動
運動系
- 剣道部
- 陸上部
- サッカー部
- バレーボール部（男・女）
- ソフトテニス部（男・女）
- バスケットボール部（男・女）
- 卓球部
- 野球部

文化系
- 吹奏楽部
- 美術部
- 合唱部

## 制服
- 男子は黒の学ラン、女子は、古代紫色のセーラー服（冬服）。

制服は男女共に創立当時からほぼ変わっていない。（女子は中間服および冬服がスカートとベストに分かれていたが、現在は吊りスカート式になっている。）
・2025年度入学生から制服が変わることが決まって　　　　　　　　　いる

## 行事
紫原中学校には文化祭があり、さらにクラスソングコンクールを毎年やっている。
毎年、10月（2012年は6月）ごろに1年生は合唱曲を選び、2・3年生は自分たちで作詞・作曲をし、完成した歌を保護者の前で発表する。
(2013年は4月に作詞・作曲をし、7月に発表した。)

## 周辺施設
- 鹿児島テレビ放送株式会社(KTS)